# Montclair (Virginia)
Montclair es un lugar designado por el censo en el  Condado de Prince William, Virginia  (Estados Unidos). Según el censo de 2010 tenía una población de 19.570 habitantes.

## Demografía
Según el censo del 2000, Montclair tenía 15.728 habitantes, 5.084 viviendas, y 4.326 familias. La densidad de población era de 1.005,4 habitantes por km².
De las 5.084 viviendas en un 51%  vivían niños de menos de 18 años, en un 72,8%  vivían parejas casadas, en un 9,6% mujeres solteras, y en un 14,9% no eran unidades familiares. En el 11% de las viviendas  vivían personas solas el 1,4% de las cuales correspondía a personas de 65 años o más que vivían solas. El número medio de personas viviendo en cada vivienda era de 3,09 y el número medio de personas que vivían en cada familia era de 3,35.
Por edades la población se repartía de la siguiente manera: un 32,4% tenía menos de 18 años, un 6,9% entre 18 y 24, un 32,2% entre 25 y 44, un 25,2% de 45 a 60 y un 3,4% 65 años o más.
La edad media era de 34 años.  Por cada 100 mujeres de 18 o más años  había 92,7 hombres.
La renta media por vivienda era de 88.496$ y la renta media por familia de 92.028$. Los hombres tenían una renta media de 60.410$ mientras que las mujeres 39.255$. La renta per cápita de la población era de 30.711$. En torno al 2,3% de las familias y el 2,6% de la población estaban por debajo del umbral de pobreza.

## Localidades adyacentes
El siguiente diagrama muestra a las localidades más próximas a Montclair.